# Зграда Радио станице у Нишу
Зграда радио станице смештена је у некадашњој кући познатог нишког трговца Јована Попића, у улици Лоле Рибара 7. Попић, као јорганџијски трговац, заједно са братом Ђорђем, имао је више дућана у Нишу. Феликс Каниц наводи, око 1890. године, у Нишу браћу Попић као већ специјализоване трговце, који своју мануфактурну робу продају само на велико.

## Изградња
Кућа Попића подигнута је 1900. године. На основу података из тапије од 28. новембра 1900. године, кућа је поседовала 14 одељења са купатилом и три одељења у сутурену, као и велики подрум. Уписана је у улици Господској, сада Лоле Рибара, са граничним међама: ‘’од истока са лица улице(30,45 м.); од запада до кућног плаца г. Ђоке Јовановића, доктора из Београда (27,40 м.); од севера до кућног плаца г. Ђорђа М. Попића, трг. овд. (37,30 м.), а од југа до кућног плаца г-ђе Персиде, жене Косте Марковића, овде(31,80 м.)‘’. Творац овог веома лепог објекта није познат. Забележено је само да су ову кућу подизали италијански мајстори, заостали у Нишу из времена градње железничке пруге Београд - Ниш 1884. г.

## Занимљивости
Кућа Попића је била веома позната у граду и ван њега по многим пријемима домаћина и његовом великом гостопримству. Када је 1903. године министар иностраних послова царске Русије гроф Ламсдорф боравио у Србији, угошћен је, заједно са српским министром Васом Антонијевићем, у кући Попића, у којој је и ноћио. Вративши се у Русију, гроф Ламсдорф обавестио је и цара Николу ll о гостопримству Попића. Цар је тада Попићу, у знак захвалности, послао своју и краљичину слику, сребрни пехар и велику зделу са кашиком, украшену драгим камењем, израђену ручно у ‘’руском стилу‘’

## Историја

### Период Првог светског рата
За време Првог светског рата, када је Ниш био ратна престоница Србије, у кући Попића, од 24. октобра 1914. до 20. октобра 1915. године, био је смештен краљ Србије Петар Карађорђевић. Тада је ова зграда, читаву годину, била стециште и политичког и културног живота Србије.

### Период Другог светског рата
По завршетку Другог светског рата, током 1944 - 1945. године, овде је најпре био смештен Завод за израду завоја и рањенике, а 1946. војна културно - просветна група. Између 1947. и 1950. године били су смештени Интернат за незбринуту децу, Дом ученика у привреди и Среска милицијска станица. Коначно, од 1950. године овде је смештена Радио - станица Ниш, која је и сада у овој згради. Године 1959 - 1960. дограђен је други спрат у истом стилу за потребе Радио - станице, по пројекту нишког архитекте Боре Спасића.

## Архитектура
Кућа Попића грађена је у стилу неоренесансе, са богато орнаментисаном фасадом у дубоком гранитном рељефу. Она је обележје културног прогреса младе нишке буржоазије на почетку XX века, а истовремено и жеље за изједначавањем са развијеним срединама.

## Споменик културе
Као вредни архитектонски и историјски објекат, зграда Попића стављена је 1983. године под заштиту закона.